# Green Bank
 (octobre 2019).
Si vous disposez d'ouvrages ou d'articles de référence ou si vous connaissez des sites web de qualité traitant du thème abordé ici, merci de compléter l'article en donnant les références utiles à sa vérifiabilité et en les liant à la section « Notes et références ».
Green Bank est une communauté du comté de Pocahontas en Virginie-Occidentale dans la chaîne des monts Allegheny. Elle est située sur la route WV 28. Elle héberge l'observatoire de Green Bank du National Radio Astronomy Observatory (NRAO) et se trouve près de la station de ski Snowshoe, dans la zone blanche United States National Radio Quiet Zone.
En 2010, la population de Green Bank est d'environ 143 habitants.